# Proton Pass
Proton Pass is een freemium wachtwoordbeheerder die is ontwikkeld door het Zwitserse softwarebedrijf Proton AG, dat ook bekend is van privacygerichte diensten zoals Proton Mail, Proton VPN en Proton Drive. De dienst stelt gebruikers in staat om op een veilige manier wachtwoorden, e-mailaliassen, creditcardgegevens, passkeys, tweefactorauthenticatie (2FA) en notities op te slaan, versleuteld met end-to-end-encryptie (AES-GCM-256 ).
De applicatie is beschikbaar als mobiele app voor iOS en Android, als browserextensie (voor alle chromium gebaseerde browsers zoals Google Chrome en Edge, Firefox en Safari), en als desktopapp voor Windows, macOS en Linux.

## Ontwikkeling
De ontwikkeling van Proton Pass begon in 2022, na de overname van SimpleLogin door Proton AG. Ingenieurs van beide bedrijven werkten daarna samen aan de ontwikkeling van een wachtwoordbeheerder die onder het merk Proton zou worden uitgebracht. In april 2023 verscheen een eerste bètaversie voor een beperkte groep gebruikers , gevolgd door een wereldwijde publieke lancering op 28 juni 2023.
Kort na de introductie maakte Proton de broncode openbaar onder de GNU General Public License v3.0 en publiceerde het bedrijf de resultaten van een externe beveiligingsaudit, uitgevoerd door het Duitse beveiligingsbedrijf Cure53.
Sinds de lancering is Proton Pass verder uitgebreid. Voor zakelijke gebruikers werd Proton Pass for Business geïntroduceerd, met onder meer uitgebreide delingsopties, een beheerdersdashboard en 24/7 ondersteuning. Ook werd het Proton Sentinel-programma toegevoegd, gericht op bescherming tegen gerichte aanvallen en accountovernames.
In 2024 volgden nog verschillende uitbreidingen, waaronder beschikbaarheid via F-Droid, Safari-ondersteuning, en de uitrol van desktopapplicaties voor macOS en Linux.